# Métallure verte
Metallura williami
Espèce
Statut de conservation UICN

 LC  : Préoccupation mineure
Statut CITES
La Métallure verte (Metallura williami) est une espèce de colibris de la sous-famille des Lesbiinae et de la tribu des Lesbiini.

## Distribution
La Métallure verte est présente en Colombie et en Équateur.

Carte de répartition de l'espèce

## Liste des sous-espèces
Selon la classification de référence du Congrès ornithologique international (version 5.1, 2015) :
- sous-espèce Metallura williami recisa Wetmore, 1970
- sous-espèce Metallura williami williami (Delattre & Bourcier, 1846)
- sous-espèce Metallura williami primolina Bourcier, 1853
- sous-espèce Metallura williami atrigularis Salvin, 1893